# Oberdorla
Oberdorla là một đô thị thuộc huyện Unstrut-Hainich trong bang Thüringen, Đức. Đô thị này có diện tích 19,7 km².